# Кадинка (Дросковское сельское поселение)
Кадинка (Кадинские Выселки) — деревня в Покровском районе Орловской области России.
Входит в состав Дросковского сельского поселения.

## География
Деревня находится северо-западнее деревни Дубинкина и северо-восточнее деревни Сетенёво. Южнее Кадинки проходит автомобильная трасса Р-119.

## История
Деревня была основана в начале XX века выходцами из деревни Кадинка ныне Верхнежёрновского сельского поселения. Переселенцы назвали новый населённый пункт почти также, как и родной — Кадинские Выселки, и он долгое время на карте Орловской области именно так и был указан. С течением времени его именовали также Кадинским посёлком и в настоящее время — деревня Кадинка.

## Население
Население деревни в 2010 году составляло 3 человека.
По состоянию на 1926 год в деревне проживало 146 человек, в 1932 году — 162 человека, в 1980 году — 46 человек.